# Plac Polski we Wrocławiu

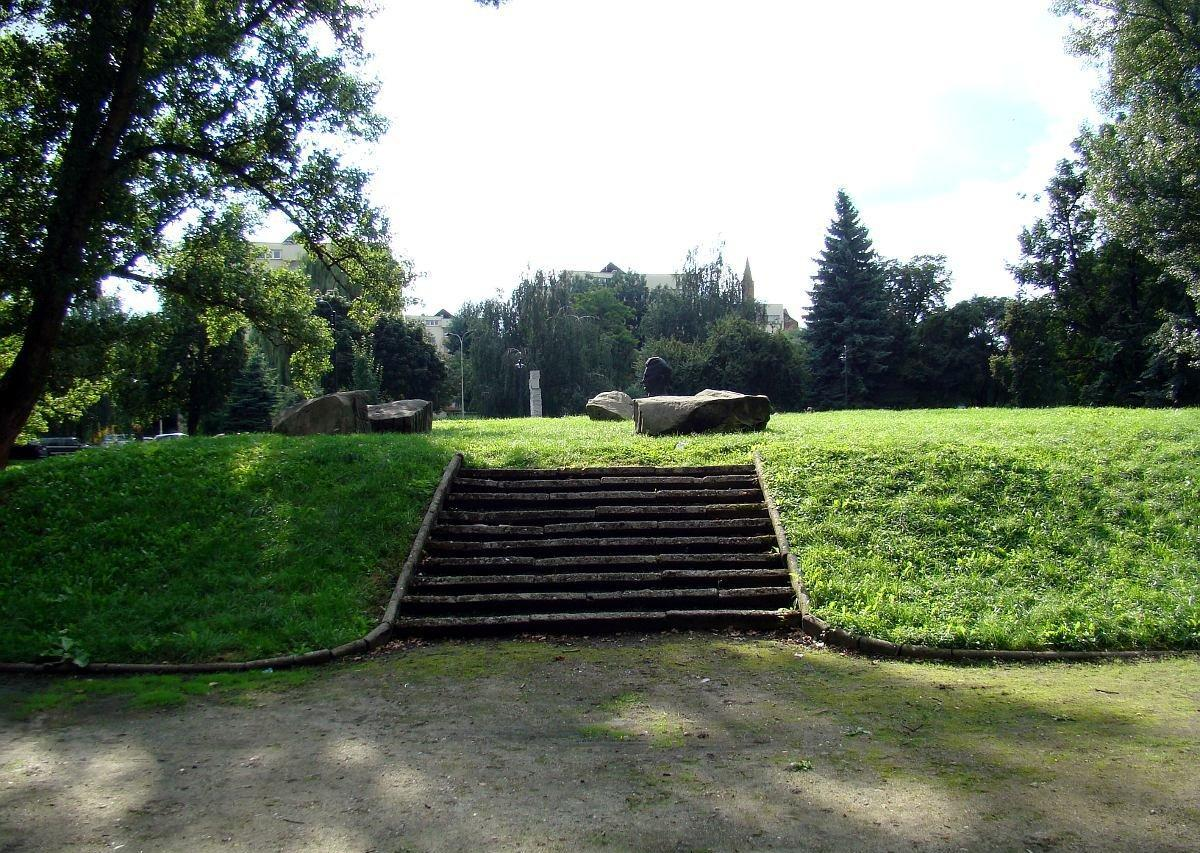
Pozostałości po pomniku zwycięstwa

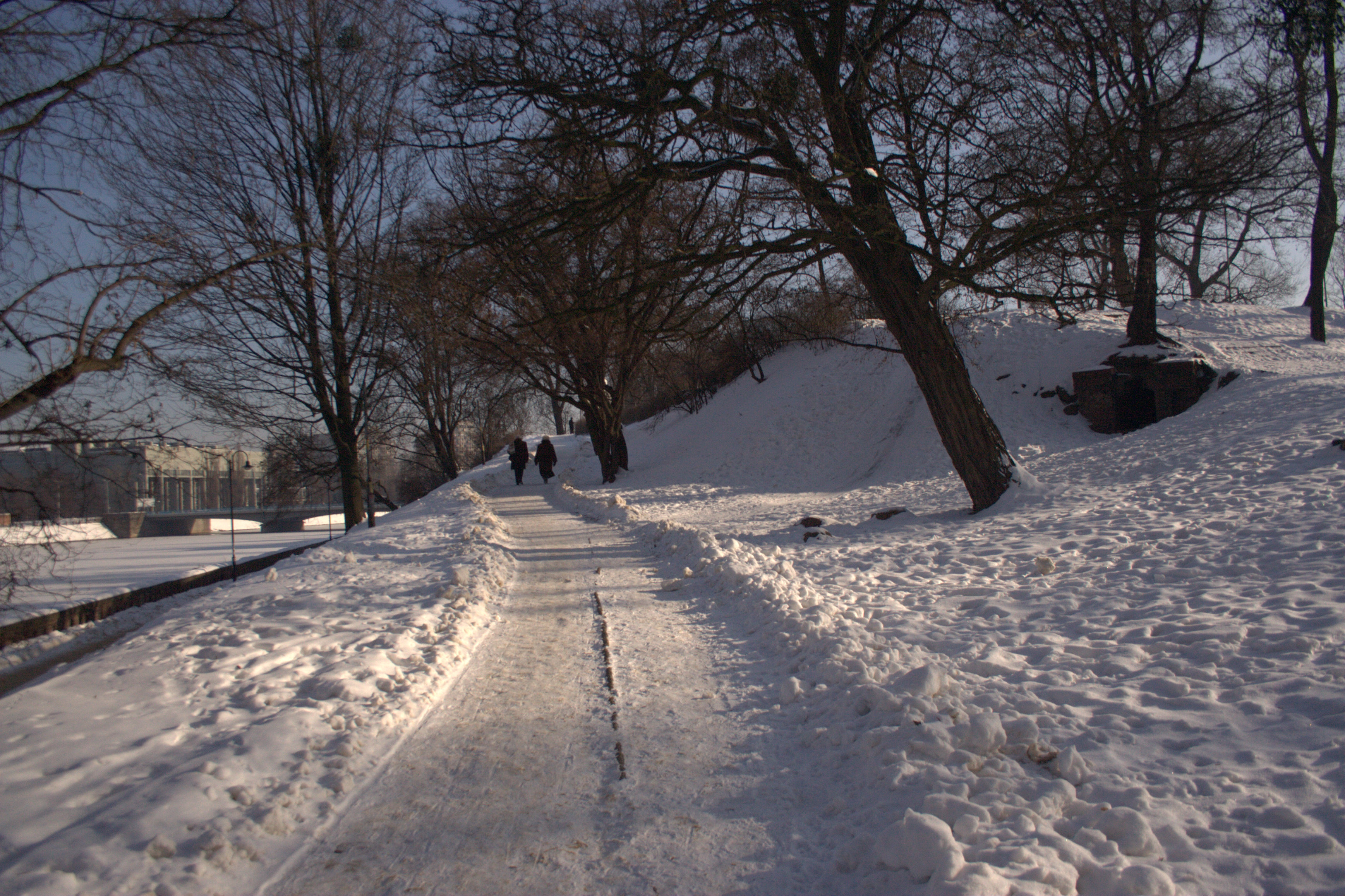
Wzgórze Polskie

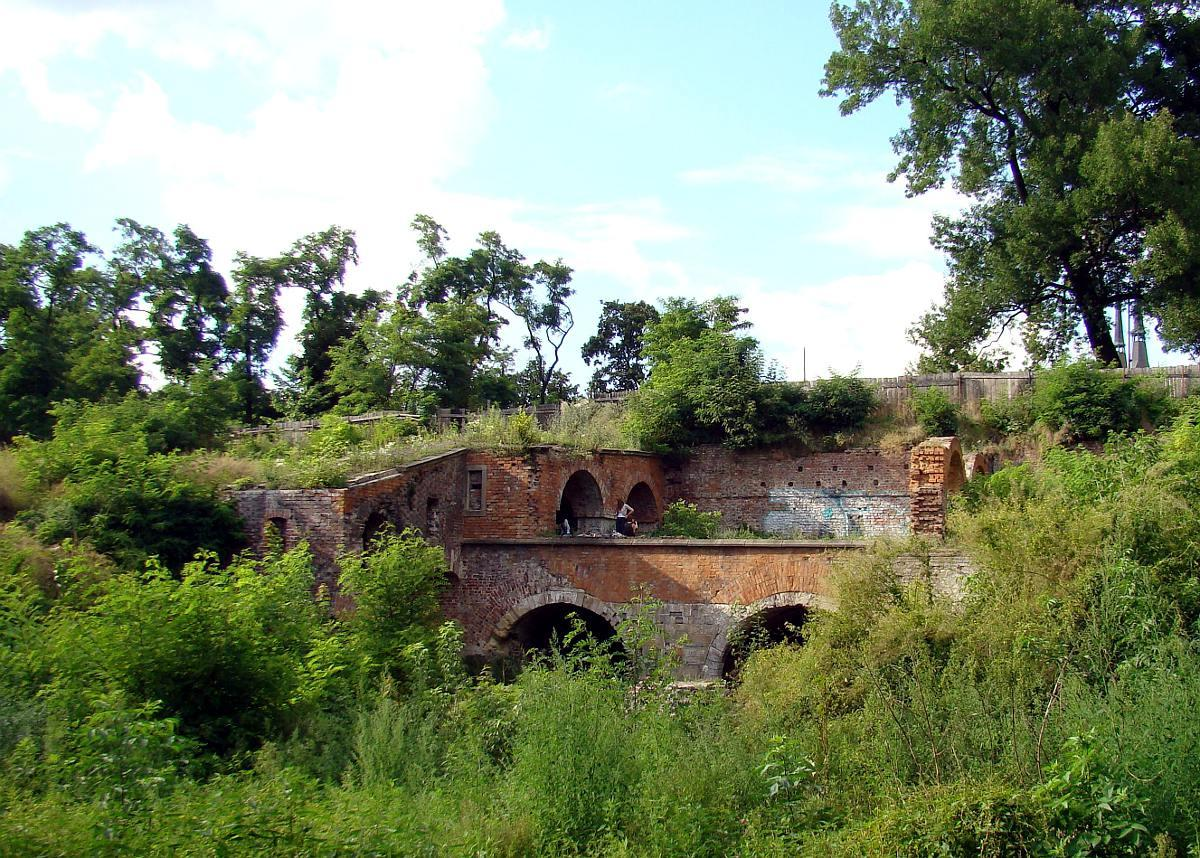
Pozostałości po Bastionie Ceglarskim

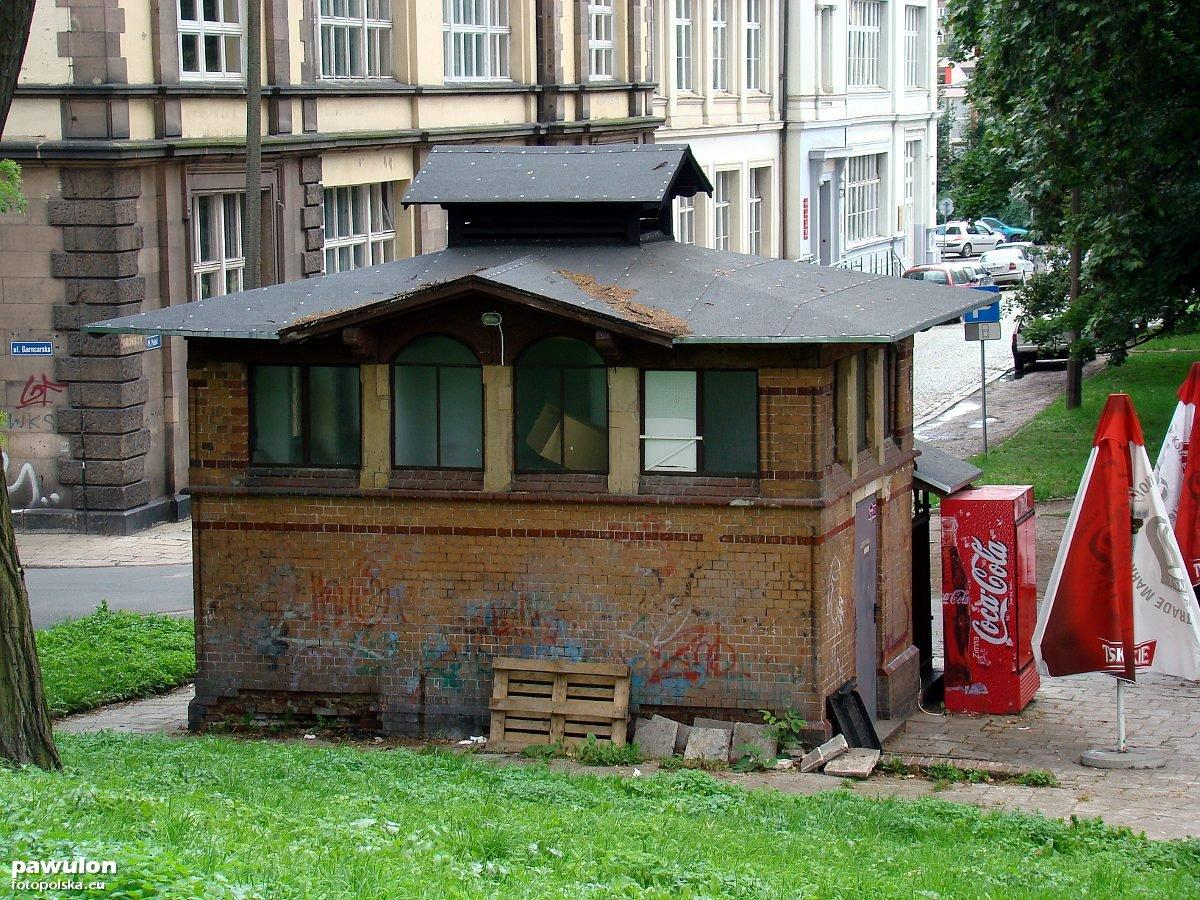
Szalet, w tle ulica przypisana do placu

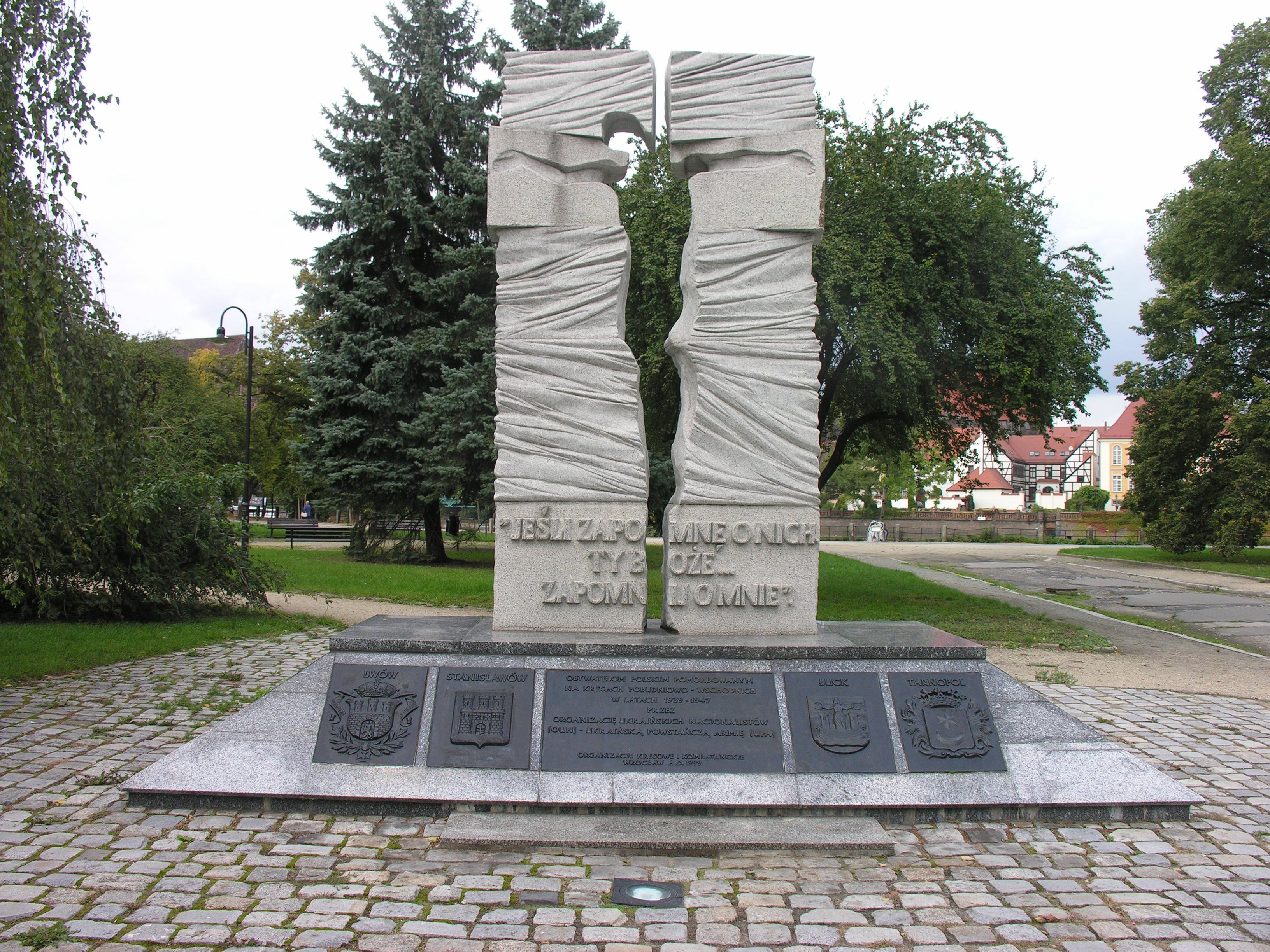
Pomnik ofiar OUN/UPA

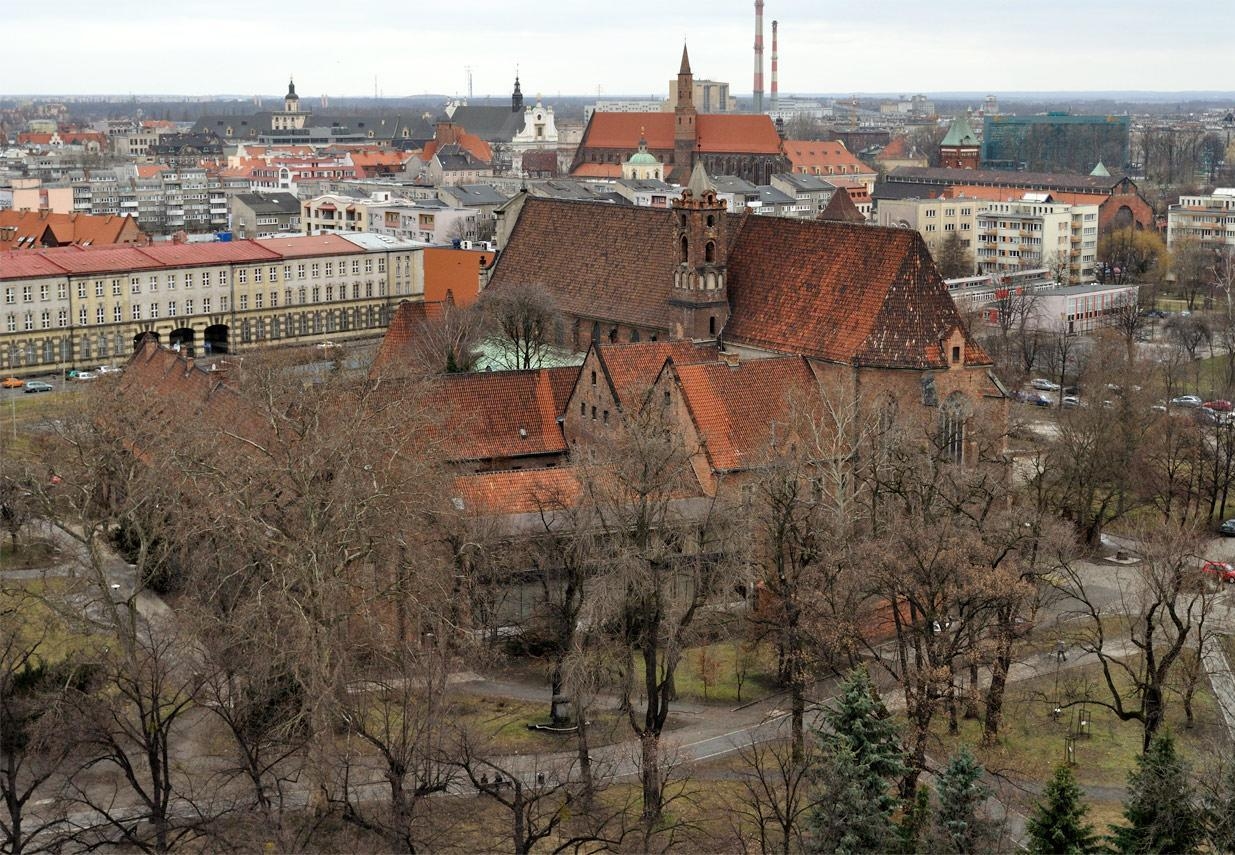
Otoczenie placu: Muzeum Architektury, szkoła, powojenne bloki

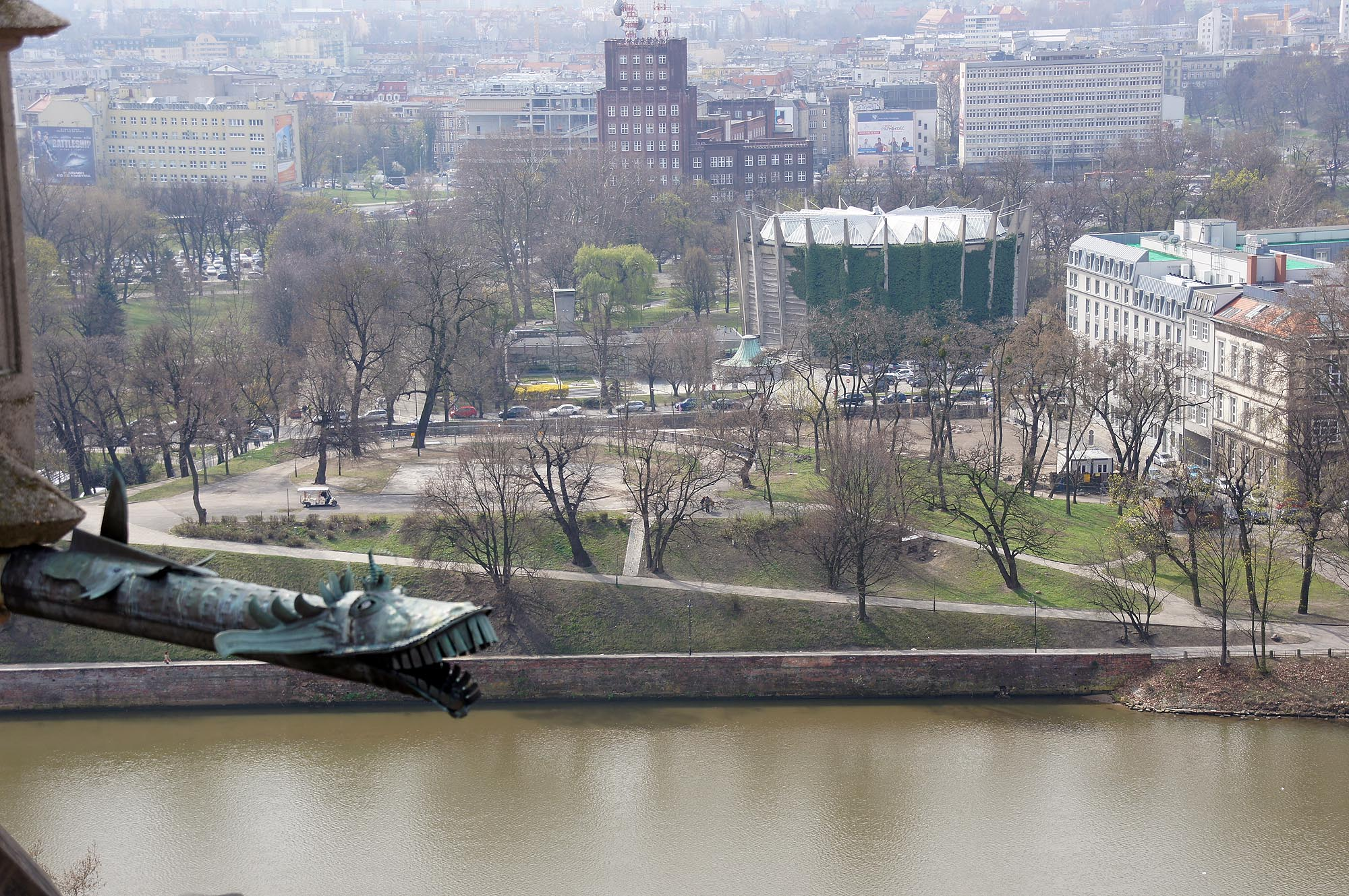
Otoczenie placu: Odra, Wzgórze Polskie, Panorama Racławicka, po prawej początek placu

Plac Polski (Ziegelplatz, Kaiserin-Augusta-Platz) – plac we Wrocławiu położony w obrębie Starego Miasta (Altstadt) w jego części nazywanej Nowym Miastem (Neustadt) . Tu znajdują się między innymi takie obiekty jak Wzgórze Polskie utworzone w miejscu Bastionu Ceglarskiego oraz zabytkowy budynek Akademii Sztuk Pięknych im. Eugeniusza Gepperta. Sam plac ma formę ulicy i urządzonego, przyległego do niej skweru łączącego się z Promenadą Staromiejską.

## Historia
W miejscu Placu Polskiego znajdowały się fortyfikacje miejskie. W tym czasie południową pierzeję tego obszaru stanowiła zabudowa w postaci szop gospodarczych. Fortyfikacje zostały rozebrane w 1807 r. Wówczas w pobliżu placu urządzono Promenadę Staromiejską, a sam plac uzyskał kształt zbliżony do współczesnego. W 1874 r. odsłonięto w centrum placu Pomnik Zwycięstwa wykonany w latach 1870/1871, zaprojektowany przez A. Langera. Sam plac otrzymał wówczas nazwę placu Cesarzowej Augusty.
Uznaje się, iż ówcześnie plac miał bardzo romantyczny charakter. Łączył w sobie cechy reprezentacyjnego placu miejskiego oraz przylegającej zabudowy o monumentalnej architekturze i publicznym przeznaczeniu. Powstały tu bowiem między innymi następujące obiekty: w 1848 r. Gimnazjum św. Ducha, 1867 r. Królewska Szkoła Sztuki i Rzemiosła Artystycznego, obecnie ASP, a także uznawane za malownicze nowe założenie parkowe, w którym umiejscowiono pomnik, urządzenia ogrodowe oraz na wschodzie widokowe Wzgórze Polskie w miejscu Bastionu Ceglarskiego, a całość od północy ograniczona korytem rzeki Odry, wzdłuż którego urządzono bulwar (współcześnie bulwar Xawerego Dunikowskiego).
Ponadto w obszarze tym przebiegała niegdyś ulica Polska - Polnischegasse – co nawiązywało do przewagi w tym rejonie miasta ludności polskiej. Później przemianowana została między innymi na Basteigasse, która to nowa nazwa nawiązywała do pobliskich fortyfikacji. Ulica ta łączyła obecną ulicę Bernardyńską z ulicą Garncarską. Tu także istniała niegdyś Ratusz Nowego Miasta, siedziba korporacji studenckiej Winfridia (Katolische Studenten Verbindung Winfridia), a także budynek Gimnazjum Św. Ducha, które to budynki zostały wyburzone . Ulicę zlikwidowano w 1964 r. w związku z budową szkoły, a jej reliktem pozostaje zabudowa południowej pierzei placu Polskiego.

## Nazwy
W swojej historii plac nosił następujące nazwy:
- Ziegelplatz[2][3]
- Kaiserin-Augusta-Platz (od 1874 r.)[2][3][6]
- Polski[2][3]

Analogiczną nazwę do nazwy placu Ziegelplatz nosiła ulica, która dziś nosi nazwę ulicy Eugeniusza Geta-Stankiewicza (wcześniej ulicy Garncarskiej), tj. Ziegelgasse, którą stosowano od XVI wieku i wzięta została od pobliskiego Bastionu Ceglanego. Sam Bastion Ceglany nosił nazwę Ziegelbastion, nazwa niemiecka obejmowała wówczas oprócz samego bastionu także zaułek doń prowadzący, równoległy do obecnej ulicy Eugeniusza Geta-Stankiewicza, dziś bez oddzielnej nazwy własnej.

## Układ komunikacyjny
Do placu Polskiego przypisana jest ulica o długości 100 m. Ma ona status drogi gminnej. Łączy się ona z ulicą Eugeniusza Geta-Stankiewicza na wschodzie i ulicą Frycza Andrzeja Modrzewskiego na zachodzie.
Na północy przepływa rzeka Odra, jej ramię stanowiące główne koryto rzeki, na odcinku nazywanym Odrą Górną. Tu przebiega końcowy odcinek Promenady Staromiejskiej biegnący nabrzeżem o charakterze parkowym, tj. wzdłuż bulwaru Xawerego Dunikowskiego.

## Zagospodarowanie i otoczenie
Zabudowa placu Polskiego ograniczona jest do pierzei południowej stanowiącej część zabudowy kwartału okalanego ulicami placu, ulicy Eugeniusza Geta-Stankiewicza, Andrzej Frycza Modrzewskiego i Jana Ewangelisty Purkyniego. Tu znajduje się między innymi zabytkowy budynek użytkowany obecnie przez Akademię Sztuk Pięknych im. Eugeniusza Gepperta we Wrocławiu (dawniej Państwowa Wyższa Szkoła Sztuk Pięknych - PWSSP) . Za kwartałem tym przebiega ulica Jana Ewangelisty Purkyniego, a dalej rozciąga się Park Juliusza Słowackiego z budynkiem rotundy, w której ma swoją siedzibę Panorama Racławicka. Na wschodzie położone jest widokowe Wzgórze Polskie, utworzone na bazie pozostałości dawnego Bastionu Ceglarskiego , za którym leżą: Zatoka Gondol i dalej Muzeum Narodowe. Na północy rozciąga się założenie parkowe wraz z bulwarem i promenadą , a na zachodzie przebiega ulica Andrzej Frycza Modrzewskiego. Za nią znajduje się powojenna zabudowa czterech mieszkalnych budynków punkowych  i teren szkolny  .
W obszarze placu znajduje się skwer na którym widoczne są ślady nieistniejącego pomnika Zwycięstwa  . Pozostał natomiast dawny szalet w sąsiedztwie Wzgórza Polskiego (przy skrzyżowaniu z ulicą Eugeniusza Geta-Stankiewicza).
Na skwerze znajdują się także pomniki i rzeźby, w tym między innymi:
- Pomnik Pomordowanych na Kresach Wschodnich przez UON/UPA[6][26][27]
- Głowa robotnika, pomnik z 1946 r. autorstwa Xawerego Dunikowskiego (początkowo rzeźba stała przed Pawilonem Czterech Kopuł, gdyż przygotowywana była na Wystawę Ziem Odzyskanych), w 1982 roku rzeźbę odtworzono i ustawiono przy Akademii Sztuk Pięknych[28][29]
- Pomnik Wojciecha Marcinkowskiego
- i inne rzeźby plenerowe.

W pobliżu, na promenadzie w ramach Bulwaru Xawerego Dunikowskiego znajduje Pomnik artystów poszkodowanych w powodzi 1997 r. z   2007 r., tzw. pomnik zalanych artystów, w postaci głazu z tablicą.

## Ochrona i zabytki
Plac położony jest w obszarze Starego Miasta. Obszar ten objęty jest ochroną jako zespół urbanistyczny z XIII-XIX wieku, co znalazło zostało usankcjonowane wpisem do rejestru zabytków pod nr. rej. A/1580/212 z 12.05.1967 r.. Inną formą ochrony tych obszarów jest ustanowienie historycznego centrum miasta, w nieco szerszym obszarowo zakresie niż wyżej wskazany zespół urbanistyczny, jako pomnik historii  .
Bezpośrednio przy placu położone są dwa obiekty zabytkowe. Są to: 
- dawny Bastion Ceglarski, obecnie „Wzgórze Polskie”, z XVI-XVIII wieku, wpisany pod nr. rej. A/5260/210 z 30.12.1970 r.[6][21][34][35], oraz
- budynek PWSSP, a obecnie ASP[a], również pierwotnie przeznaczony dla Państwowej Akademii Sztuki i Rzemiosła Artystycznego, z lat 1866-67, i 1905, wpisany pod nr. rej. A/2364/437/Wm z 29.12.1986 r.[a][6][19][20] [36][37].

Gminna i wojewódzka ewidencja wymienia także dwa kolejne budynki położone przy placu, oznaczone jako budynek I i II.
W najbliższym otoczeniu znajdują się także inne obiekty uznane za zabytki. Są to:
- zespół budynków Panoramy Racławickiej[c] z otoczeniem (teren wraz z drzewostanem) z lat 1970-85, wpisany pod nr. rej. A/2281/464/Wm z 25.11.1991 r., obejmujący: rotundę i budynek administracyjno-techniczny[6][40][41][42][43] ,
- Park Juliusza Słowackiego[44][45][46],
- gmach Muzeum Narodowego[d], z lat 1883-86, wpisany pod nr. rej. A/5258/325/Wm z 24.07.1976 r.[40][47][48][49]
- Hala Targowa[e], z 1908 r., wpisana pod nr. rej. A/2659/401/Wm z 13.04.1979 r.[5] [6][40][50][51]
- zespół klasztorny bernardynów, obecnie Muzeum Architektury[f][5] [40][52][53][54][55] :
  - kościół pod wezwaniem świętego Bernarda, wpisany pod nr. rej. A/1298/16 z 28.11.1947 r. i z 23.10.1961 r.[5] [52][56][57]
  - klasztor, pisany pod nr. rej. A/1299/17 z 8.11.1958 r. i z 23.10.1961 r.[52][58][59]

Gminna i wojewódzka ewidencja wymienia także budynki położone w kwartale zabudowy przylegającym do placu przy ulicy Andrzeja Frycza-Modrzewskiego 15 i 17 wraz z oficyną.